# Optischer Transistor
Ein optischer Transistor ist ein optischer Schalter und ein rein optisches Bauelement, welches optische Signale schaltet oder verstärkt. Licht, das am Eingang eines optischen Transistors auftritt, verändert die Intensität des vom Ausgang des Transistors emittierten Lichts, während die Ausgangsleistung von einer zusätzlichen optischen Quelle geliefert wird. Da die Intensität des Eingangssignals möglicherweise schwächer ist als die der Quelle, verstärkt ein optischer Transistor das optische Signal.
Der optische Transistor stellt das optische Analogon zu den elektronischen Transistoren und Fototransistoren dar und ist nicht mit diesen elektronischen Halbleiterbauelementen zu verwechseln.
Optische Transistoren bieten eine Möglichkeit, Licht nur mithilfe von Licht zu steuern, und finden Anwendung in optischen Computer- und Glasfaserkommunikationsnetzwerken. Das kürzeste in nachgewiesene rein optische Schaltsignal beträgt 0,9 fs (fs steht für Femtosekunde und entspricht 10−15 s).

## Funktionsweise optischer Transistoren
Photonen können unter normalen Bedingungen kaum oder gar nicht wechselwirken. Die Wechselwirkung ist jedoch Voraussetzung für einen optischen Transistor. Es geht darum, ein Medium zu schaffen, das extrem sensitiv auf kleinste Lichtmengen reagiert, und das in der Lage ist, als Schalter selbst ein einzelnes Photon durch ein anderes von transmittierend auf absorbierend zu schalten und somit einen optischen Transistor zu realisieren.

## Realisierungsansätze
Ein Team um Gerhard Rempe der Abteilung Quantendynamik am Max-Planck-Institut für Quantenoptik zeigte 2010, dass sich die optische Transparenz einzelner, in einem Mikroresonator gefangenen Atome mit Laserpulsen kontrollieren lässt. Dieses Ergebnis ist ein wichtiger Schritt in der Entwicklung von Werkzeugen für die Quanteninformationsverarbeitung und vertieft das Verständnis, wie das Quantenverhalten einzelner Atome durch Licht gesteuert werden kann.
Dabei wird der EIT-Fffekt genutzt. Der Begriff der „Elektromagnetisch Induzierten Transparenz“ (EIT) beschreibt den Effekt, dass die Wechselwirkung zwischen einem schwachen Laserfeld und einem atomaren Medium durch ein zweites Laserfeld kohärent gesteuert und manipuliert werden kann. Um diesen Effekt zu erzielen, wird in der Praxis das Medium mit zwei Laserstrahlen beleuchtet: Unter dem Einfluss des Kontroll-Lasers wird das Medium für den schwachen Teststrahl transparent. Die Anwesenheit eines Atoms führt dagegen normalerweise dazu, dass das Licht reflektiert wird und die Transmission sinkt.
Wird das Atom nun zusätzlich senkrecht zur Resonatorachse mit einem Kontroll-Laser beleuchtet, während die Bedingung für EIT erfüllt ist, wird das Atom wieder durchsichtig und maximale Transmission erzielt. Das einzelne Atom arbeitet also wie ein Transistor: es steuert, ob der Resonator Licht durchlässt oder nicht.

## Mögliche Anwendungen
Mit Stand Anfang 2024 sind optische Transistoren in einzelnen Laborexperimenten realisiert, haben aber keine breite praktische Anwendung. Spekulativ könnten sie verwendet werden, um die Leistung von Glasfaser-Kommunikationsnetzen zu verbessern. Obwohl zur Datenübertragung Glasfaserkabel in vielen Bereichen praktisch verwendet werden, werden Aufgaben wie die Signalweiterleitungen und Verstärkungen elektronisch erledigt. Dies erfordert eine optisch-elektronisch-optische Wandlung, die Engpässe bildet.